# Vahonselkä
Vahonselkä är en vik i Finland. Den är en del av Simojärvi och ligger i Ranua i landskapet Lappland, i den norra delen av landet, 700 km norr om huvudstaden Helsingfors.